# 汐留タワー
汐留タワー（しおどめタワー）は、東京都港区東新橋（汐留）にある超高層複合ビル。上層部にザ ロイヤルパークホテル アイコニック 東京汐留、下層部に資生堂汐留オフィスが入る。
第43回空気調和・衛生工学会賞、2004年度グッドデザイン賞、第17回日経ニューオフィス賞 ニューオフィス推進賞、第38回SDA賞を受賞。

## 概要
旧国鉄汐留貨物駅跡地などからなる大規模再開発エリア「汐留シオサイト」に、企画・設計から施工まで鹿島が一貫して手掛け、オフィスおよびホテルを収容する超高層複合ビルを建設。3年余りの月日を費やし、2003年4月に地下4階地上38階の「汐留タワー」が竣工した。
上層部にホテル、下層部にオフィスがあるため階高がタワーの中間で変化し、低層部は、街区間、とくに隣接する「日本テレビタワー」と連携したタワー間の広場計画やそれに面した商業施設を配置。1階にはホテル・オフィスの独立したエントランス・車寄せを設け、各シークエンスに応じたランドスケープなども構築した。
外装には愛知県常滑で焼かれたテラコッタタイルを使用。テラコッタはオフィスを構える化粧品会社の資生堂らしい素肌を連想させる素材でもある。

## ザ ロイヤルパークホテル アイコニック 東京汐留
ロイヤルパークホテルズチェーンの一つとして、2003年7月1日に開業。2020年4月1日、リブランドに伴い、ザ ロイヤルパークホテル 東京汐留からザ ロイヤルパークホテル アイコニック 東京汐留に改称した。
地下2階にスパ、ジムおよびショップを置き、1階に専用エントランスを配し、24階から上がホテル。客室数は490室。

## 資生堂汐留オフィス
銀座などに点在していたオフィスの統合を目的に、「知的生産センター」と位置づけた本社機能を有するオフィスを汐留タワーに設けた。「新社屋をつくるからには先進的なものを」という池田守男社長（当時）の意向で、オフィス階を上下ひとくくりにし、その中央を吹き抜けにした「オフィスガーデン」と呼ばれるオフィス構成が採用され、4階から21階までの9組が「2層吹き抜け」となっている。そこは海側の床から天井までのガラス壁が開放感を演出し、板敷きの床にはソファやイス、テーブルをならべ社員のための「リラックスとコミュニケーション」の場として使われる。